# Nazionale maschile under 19 di calcio dell'Armenia
La nazionale di calcio dell'Armenia U 19 (in armeno Հայաստանի ֆուտբոլի ազգային հավաքական 19?) è la rappresentativa calcistica dell'Armenia ed è posta sotto l'egida della federazione calcistica armena.
La  'squadra nazionale di calcio Under 19 dell'Armenia'  è la squadra di calcio giovanile di Armenia. La squadra si basa principalmente sui giovani giocatori del campionato e compete ogni anno per qualificarsi per il Campionato europeo di calcio Under-19. La squadra ha giocato la sua prima partita nel 1993, l'Armenia fino al 1992 faceva parte della USSR.
L'Armenia è nata nel 1992, dopo la scissione dell'Unione Sovietica in 15 repubbliche e la successiva divisione della Comunità degli Stati Indipendenti. Non si è mai qualificata alla fase finale di mondiali o europei.

## Storia
La Nazionale Armenia U-19 ha fatto il suo debutto in una competizione europea nel 2005. Si è classificato al quarto posto nel suo gruppo e quindi non si è qualificato per le semifinali.

## Elenco cronologico degli allenatori
- Sargis Hovsepyan -  - November 25, 2014
- Marc Leliévre - November 26, 2014 – December 7, 2015
- Aram Voskanyan - December 8, 2015 -
- Artur Voskanyan - 2019

1. ↑  L'acronimo della federazione è FFA in inglese, mentre l'acronimo in armeno è HFF.

## Piazzamenti agli Europei Under-19
- 2002: Turno di qualificazione
- 2003: Turno di qualificazione
- 2004: Turno di qualificazione
- 2005: Fase a gironi
- 2006: Turno di qualificazione
- 2007: Turno di qualificazione
- 2008: Fase Elite
- 2009: Turno di qualificazione
- 2010: Turno di qualificazione
- 2011: Turno di qualificazione
- 2012: Fase Elite
- 2013: Turno di qualificazione
- 2014: Turno di qualificazione
- 2015: Turno di qualificazione
- 2016: Turno di qualificazione
- 2017: Turno di qualificazione
- 2018: Turno di qualificazione
- 2019: Fase a gironi
- 2020 - 2021: Tornei annullati
- 2022: Fase Elite
- 2023: Turno di qualificazione